# Takashi Uemura
Takashi Uemura (上村 崇士 Uemura Takashi?), född 2 december 1973 i Osaka prefektur, är en japansk före detta fotbollsspelare.
Uemura började sin karriär 1992 i Yokohama Flügels. Efter Yokohama Flügels spelade han för Vissel Kobe, Sagan Tosu, Kawasaki Frontale, Cerezo Osaka och JEF United Ichihara. Han avslutade karriären 2002.